# 热尔伯鲁瓦
热尔伯鲁瓦（法語：Gerberoy，法語發音：[ʒɛʁbəʁwa]）是法国瓦兹省的一个市镇，位于该省西部偏北，属于博韦区和绿色皮卡第市镇公共社区。该市镇总面积4.51平方公里，2015年时的人口为92人。当地居民被称为""。
热尔伯鲁瓦是“法国最美丽的村庄”（Les Plus Beaux Villages de France）之一，也是整个瓦兹省唯一一个获得该称号的市镇。

## 历史
尽管热尔伯鲁瓦地处瓦兹省境内，但历史上却长期受到相邻的诺曼底影响；热尔伯鲁瓦及附近地区在百年战争期间遭到攻占；在法国大革命时期，热尔伯鲁瓦曾更名为"热尔布拉蒙塔涅"（Gerbe-la-Montagne）。

## 地理
热尔伯鲁瓦位于法国北部，上法兰西大区的西南部和瓦兹省的西部偏北，镇中心位于一座小山丘之上，整个市镇范围内则以浅丘地貌为主，海拔在111至201米之间。

### 水文
勒塔耶河（Le Tahier）流经境内，是法国五大流域之一的塞纳河的一个三级支流。

## 政治
现任热尔伯鲁瓦市长为皮埃尔·沙沃内（Pierre Chavonnet）先生。

## 交通
热尔伯鲁瓦位于巴黎以北83公里处。瓦兹省省道D95线经过镇中心，另有省道D143和D930线过境。

## 人口
热尔伯鲁瓦人口变化图示

## 文化

### 景点
热尔伯鲁瓦境内有三处法国国家历史文物保护单位：
- 热尔伯鲁瓦圣皮耶尔主教座堂（法语：Collégiale Saint-Pierre de Gerberoy）
- 主教代理官农场（法語：Ferme de Vidame）
- 旧风车（法語：Ancien Moulin）

### 节日
热尔伯鲁瓦玫瑰节（La fête des roses），由画家亨利·勒·锡达纳于1928年创建。